# Yin Yang Yo!
Yin Yang Yo! è una serie televisiva animata statunitense-canadese del 2006, creata da Bob Boyle. 
La serie è stata trasmessa per la prima volta negli Stati Uniti su Jetix dal 26 agosto 2006 al 18 aprile 2009, per un totale di 65 episodi ripartiti su due stagioni. In Italia è stata trasmessa su Jetix da ottobre 2007 e su Disney XD dal 28 settembre 2009.
Parte dello staff della serie ha lavorato in passato su Due fantagenitori e Danny Phantom.

## Trama
La serie racconta le avventure di Yin e Yang, due giovani conigli fratello e sorella che praticano l'arte marziale del "Woo-Foo", composta da combattimento e magia, nella quale vengono istruiti da Yo, un grosso e pigro panda che fa loro da maestro e tutore. 

## Episodi
| Stagione         | Episodi | Prima TV USA | Prima TV Italia |
| ---------------- | ------- | ------------ | --------------- |
| Prima stagione   | 26      | 2006-2007    | 2007            |
| Seconda stagione | 39      | 2008-2009    | 2008-2009       |

## Personaggi

### Protagonisti
- Yin: è una coniglietta rosa di undici anni, esperta nell'uso della magia e più intelligente del fratello. Pensa sempre prima di agire, a volte si comporta da bambina viziata ma ragionando sempre alla fine e comprendendo i propri errori. Prova antipatia verso suo fratello perché preferisce usare la forza bruta al posto della magia.

- Yang: è un coniglietto azzurro di undici anni come Yin, molto abile nel combattimento corpo a corpo e nell'uso delle armi e molto fortunato. Nonostante la sua intelligenza, più limitata di quella della sorella, è a volte in grado di rivelare qualità nascoste. Si comporta sempre in modo dispettoso con la sorella, con cui litiga continuamente. È innamorato di Lina.

- Master Yo: è un panda vecchio, pigro e grasso, ma anche un forte guerriero e figura paterna per Yin e Yang; è molto saggio e cerca di insegnare ai fratelli sempre le cose migliori, anche se spesso ci riesce solo quando è troppo tardi. Possiede un'identità segreta chiamata Opossum-Panda, che usa per risolvere le ingiustizie verso di lui. Nell'ultimo episodio della serie scopre di essere il padre biologico di Yin e Yang, sebbene non sappia chi sia la madre.

- Coop: è un polletto balbuziente e miope, tenuto di poco conto fino a metà della prima serie, si rivelerà poi lo scagnozzo di Nightmaster e alla fine di essa ha dei sensi di colpa e si schiera con Yin e Yang. Nella lotta per la chiave del rifugio di Nightmaster, nella seconda stagione, assorbirà il potere malvagio all'interno di essa trasformandosi in una versione "dark" più muscolosa e potente di sé stesso, dalla quale Yin è attratta. Alla fine della serie riuscirà a controllare l'impulso malvagio e a usarlo consapevolmente. Sa usare una sorta di aura a forma di falcone arancione simile all'Aura Woo-Foo.
- Roger Jr.: figlio di Roger, è un mostro verde vestito da giocatore di baseball. Sebbene sembri un bullo è in realtà molto socievole. Ammira molto Yang e cerca sempre di fare bella figura in sua presenza.
- Dave: è un ceppo di legno che ha l'abilità di controllare le piante. Viene spesso maltrattato e tagliato a metà.
- Lina: è la migliore amica di Yin, ed anche la ragazza per cui Yang ha una cotta. Anche lei contraccambia la cotta, e nel terzultimo episodio si fidanza con Yang. Nell'ultimo episodio della terza serie combatte contro l'armata di Eradicus usando abilità molto simili a quelle di Yang.

### Cattivi
- Carl: è uno scarafaggio dotato di poteri magici che includono teletrasporto, la creazione di campi di forza, la trasformazione di qualunque oggetto, lanciare fulmini, l'assorbimento di energia e l'alterazione della realtà. È uno dei più frequenti nemici di Yin e Yang, ma anche uno dei meno potenti: infatti, nonostante gli enormi poteri perde sempre la concentrazione nel momento decisivo, finendo sempre con l'essere sconfitto. È ossessionato dal desiderio di oscurare il sole, nella speranza che, comportandosi in modo malvagio, riesca ad ottenere l'affetto di sua madre che invece riversa su suo fratello Herman. Spesso indossa buffi travestimenti e con essi si inventa nomi assurdi.

- Ultimoose: è una grossa alce quasi totalmente priva di intelligenza. Porta enormi corna metalliche che cerca di abbellire in ogni modo possibile e che possono tirar fuori varie armi. Parla sempre di sé stesso in terza persona e ripete continuamente il suo urlo di battaglia. È ossessionato dalla forma fisica.

- Roger: è un grosso mostro verde padre di Roger Jr.. Nonostante sia enorme non ama combattere e preferisce invece starsene in disparte. Ha una grossa forza fisica e può sputare fuoco.

- Herman: è una formica dalla forza sovrumana, fratello minore di Carl. Nonostante non padroneggi la magia come il fratello è molto più sveglio. Ha però un handicap che gli impedisce di conquistare il mondo: è allergico ai peli di panda. Parla con uno strano accento tedesco.

- Edna: è la madre di Herman e Carl, una draghessa di mezza età che desidera che i suoi figli diventino signori malvagi. Non si è mai vista combattere, ma è probabilmente molto potente.

- Fastidious: è un criceto chiuso in una palla di vetro ossessionato dall'ordine e dalla pulizia.

- Zarnot: è un robot giocattolo animato dalla Fata Bugia, in seguito alleatosi con Night Master. Vuole a tutti i costi eliminare Yang perché lui lo gettò via quando era privo di vita.

- Saranoya: è una strega che adora Yin e vuole portarla con sé perché convinta che Yo e Yang le stiano rubando la giovinezza. Le sue convinzioni sono dovute al fatto che, da bambina, era costretta a studiare mentre suo fratello Mark si divertiva continuamente. Possiede bacchette magiche di vario tipo, ciascuna avente un potere differente.
- Fred, inizialmente conosciuto come G.P., è un folletto verde assistente della strega Saranoya che cambia continuamente aspetto. Successivamente ottiene enormi poteri ma non riesce mai a decidere se usarli per fare del bene o per aiutare il male. Il nome Fred in realtà è un acronimo che sta per "Fa paura, Rompe tutto, Eccentrico e Dannatamente cattivo".

- Kraggler: è un vecchio gargoyle, sconfitto  da Master Yo molti anni fa. Inizialmente privo di potere, acquisisce poi l'abilità di rubare la giovinezza a qualsiasi essere vivente solamente toccandolo. Tende ad addormentarsi prima di concludere le frasi.

- Le GCP: sono un trio di gattine ninja che ricordano molto le Superchicche, famose cantanti rock, abilissime nell'uso di armi da taglio e desiderose di derubare la grande armeria di Master Yo. Durante la seconda serie acquisiscono la capacità di creare una gigantesca aura energetica a forma di pantera. Parlano solo in "gattese", una lingua inesistente consistente solo nell'uso della parola "miao", che capisce solo Yang poiché una volta, quando non erano ancora nemici, aveva cercato di entrare nel loro gruppo, imparando così la "lingua".

- Yuck: è un coniglio verde, nato dalla fusione delle peggiori caratteristiche di Yin e Yang. Come loro può manipolare la magia e combattere fisicamente. In un episodio si converte, comportandosi da bravo ragazzo.

- Mr. Feccialacüstre (Pondscüm): è un pesce svizzero (in realtà in una puntata si scopre che è una rana) che manovra un grosso robot dorato. Il suo obiettivo è rubare più oggetti dorati possibile, in modo da forgiare un esercito di guerrieri con cui conquistare il mondo.

- Smoke & Mirrors: apparsi solo nella seconda serie, sono due fratelli in competizione tra loro che cercano continuamente di ottenere degli esseri che combattano tra loro per dimostrare chi sia il migliore. La prima, Smoke, è una ragazza  con una gigantesca spada. Spesso mentre parla urla ed inoltre Yang ha inizialmente una cotta per lei. Mirrors invece è un ragazzo che lancia una rosa ogni volta che appare. Parla in maniera velocissima ed è in competizione con la sorella nonostante appaia molto meno di essa. I due sono una parodia degli anime.

- Pulcinella: è una pulcinella di mare con un monocolo ed un ombrello. È una parodia di Pinguino in Batman, infatti nell'episodio Il Quartier Generale Yin stava per dire Pinguino, ma Yang la interrompe dicendo che è una pulcinella di mare.

- Ranger Ron: è un'ovvia parodia del Ranger Smith, "nemico" dell'orso Yoghi. Cerca di mettere gli orsi in cattiva luce perché in passato fu costretto a lavorare al comando di uno di essi.

- L'Uomotauro: è un vero e proprio essere umano, calvo e con la peculiarità di avere gambe pelosissime. Ha cinque dita, cosa che lo fa offendere molto se fatta notare ed è ossessionato dalla calvizie. Colleziona giocattoli e fumetti, da cui trae le idee per i suoi piani malvagi.
- Nightmaster: il suo vero nome è sconosciuto poiché Nightmaster è solo il titolo che assume un essere dopo essere diventato un signore oscuro. È molto vulnerabile a qualsiasi tipo di luce ed è astuto e subdolo. Sconfitto in passato da Yo, con un incantesimo convinse tutto il mondo che il Woo-Foo fosse un'arte marziale totalmente inutile; alla fine della prima serie viene apparentemente sconfitto. In realtà in una puntata si scopre che è diventato un venditore di armi malvagie, infatti vende un esercito di troll ad Eradicus.

- Eradicus: è un enorme e potentissimo grifone corazzato, era un Nightmaster in passato; fu sconfitto dai più grandi maestri Woo-Foo della storia. Viene risvegliato da Yang, ingannato dai quattro aiutanti di Eradicus, che lo convincono a riunire i pezzi di una potente armatura per evitare la distruzione del mondo ma che invece ha il potere di risvegliare il male. Viene sconfitto nuovamente dai tre protagonisti una volta che Yang diventa "umile". Rimane comunque in vita e forma la Eradicorp, una compagnia in cui lavorano tutti i malvagi della serie tranne Carl.

- Indestructi-Bob: è uno degli scagnozzi di Eradicus: ha l'aspetto di una grossa palla metallica, ama le torte e sembra totalmente stupido, perciò viene spesso ingannato dagli altri personaggi.

- Ellementale: è un'altra assistente di Eradicus; è una tigre antropomorfa con la capacità di leggere il pensiero dei suoi nemici. Si preoccupa molto per il suo aspetto fisico, e spesso viene sconfitta per questo. Ellementale è certamente il membro più intelligente del gruppo e sembra essere quella più maltrattata da Eradicus.

- Chucky: è il terzo scagnozzo di Eradicus, capace di allungarsi come un elastico e di mutare radicalmente il suo aspetto. Si crede anche un grande umorista e racconta continuamente barzellette e battute che non ottengono mai alcun riconoscimento.

- Molecularius: è un polpo cyborg, quarto assistente di Eradicus. È l'unico dei quattro a non tornare nella terza serie, venendo sconfitto nella seconda; è capace di lanciare scariche elettriche e di allungare e rigenerare i suoi tentacoli.

## Doppiaggio
| Personaggio     | Doppiatore Originale  | Doppiatore Italiano  |
| --------------- | --------------------- | -------------------- |
| Yin             | Stephanie Morgenstern | Monica Vulcano       |
| Yang            | Scott McCord          | Simone Crisari       |
| Yo              | Martin Roach          | Massimo Lodolo       |
| Carl            | Jamie Watson          | Nanni Baldini        |
| Edna            | Kathleen Laskey       | Paola Giannetti      |
| Lina            | Novie Edwards         | Beatrice Orlandini   |
| Nightmaster     | David Hemblen         | Stefano Mondini      |
| Kraggler        | Tony Daniels          | Oliviero Dinelli     |
| Saranoya        | Linda Ballantyne      | Gilberta Crispino    |
| Yuck            | Scott McCord          | Stefano Crescentini  |
| Coop            | Jonathan Wilson       | Ivan Andreani        |
| Dave            | Dwayne Hill           | Edoardo Stoppacciaro |
| Roger Jr.       | Damon Papadopoulos    | Luca Graziani        |
| Uomotauro       | Seth MacFarlane       | Roberto Pedicini     |
| Ellementale     | Linda Ballantyne      | Germana Savo         |
| Eradicus        | Jonathan Wilson       | Alberto Angrisano    |
| Zarnot          | Jamie Watson          | Achille D'Aniello    |
| Ultimoose       | Tony Daniels          | Riccardo Lombardo    |
| G.P./Fred       | Damon Papadopoulos    | Gianluca Machelli    |
| Fastidious      |                       | Mauro Gravina        |
| Indistructi-Bob | Tony Daniels          | Federico Mineo       |
| Herman          | David Berni           | Oreste Baldini       |
| Roger           |                       | Gaetano Lizzio       |
| Charles         |                       | Dodo Versino         |